# Nenad Bjelica
Nenad Bjelica (Osijek, 20 agosto 1971) è un allenatore di calcio ed ex calciatore croato, di ruolo centrocampista.

## Caratteristiche tecniche
Lo schema di gioco preferito da Bjelica, ai tempi della panchina dello Spezia, è rimasto il più possibile fedele a un tipo di calcio propositivo e offensivo su ogni campo e in ogni situazione, a un elevato tasso di possesso palla e al modulo 4-2-3-1.

## Carriera

### Allenatore

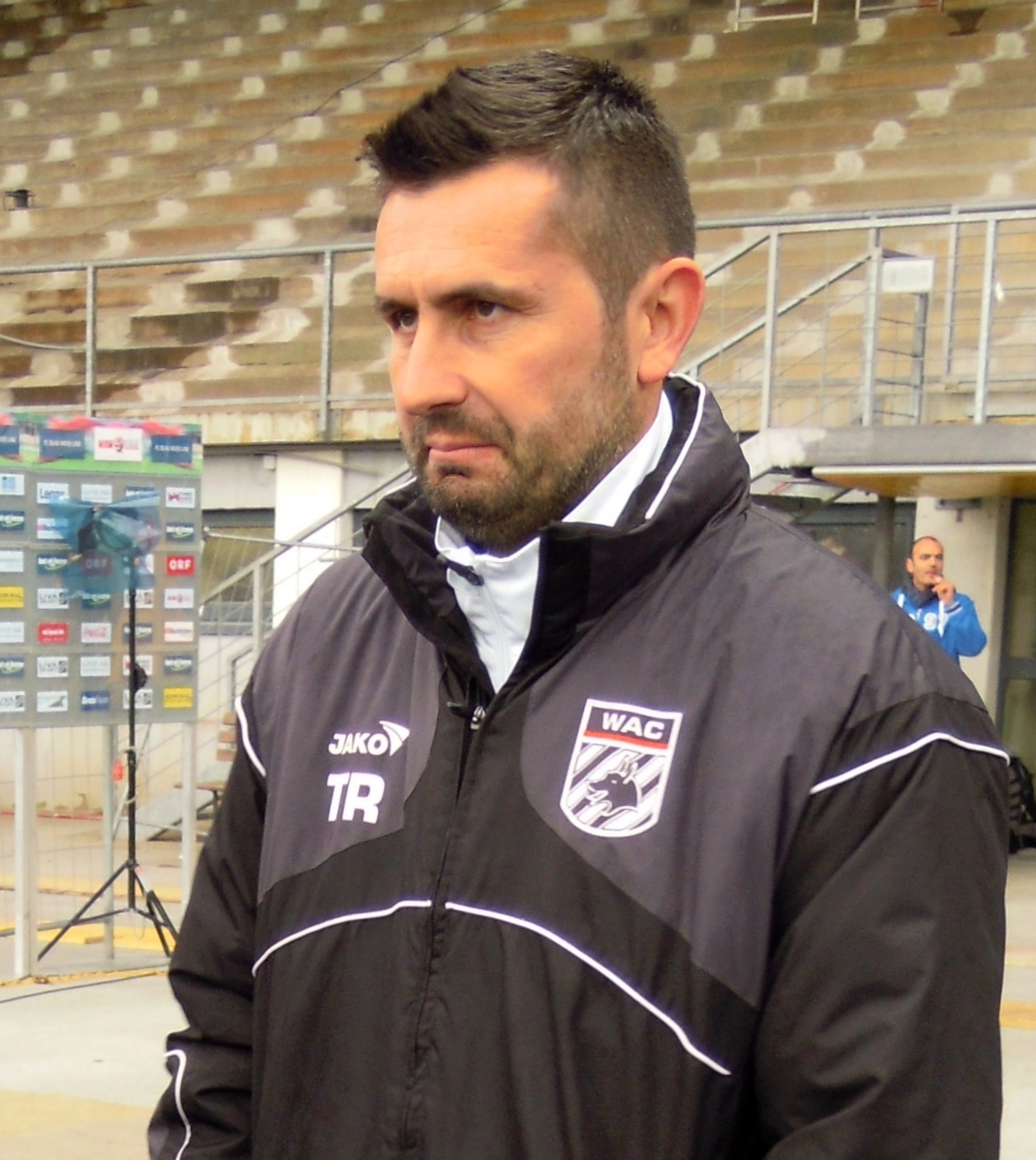
Bjelica da allenatore del WAC

Nel 2013 continua la sua avventura austriaca questa volta sulla panchina dell'Austria Vienna. 
Nella prima e unica stagione a Vienna si qualifica alla Champions League 2013-2014 dopa aver battuto ai playoff sia all'andata che al ritorno la Dinamo Zagabria. L'esperienza nella competizione europea si concluderà ai gironi.
Nel giugno 2014 viene chiamato dal direttore dell'area tecnica Damir Mišković sulla panchina dello Spezia. Dopo un avvio di campionato stentato Bjelica porta gli aquilotti al quinto posto in classifica, a soli quattro punti dalla promozione diretta. Il piazzamento frutta allo Spezia la qualificazione al turno preliminare playoff, dove sarà sconfitto in casa dall'Avellino.
Confermato per la stagione 2015-2016, viene però esonerato a novembre, causa una serie negativa fatta di 3 punti in 7 partite e alcune divergenze con il nuovo presidente dello Spezia Giovanni Grazzini. L'esonero generò il malcontento tra i tifosi.
Dopo l'avventura italiana passa in Polonia dove prende le redini del Lech Poznań nel 2016 fino al 2018, anno in cui viene esonerato.
Finita l'avventura straniera ritorna in partita prendendo la panchina del Dinamo Zagabria, con la squadra croata ottiene per la prima volta dopo 49 anni una promozione agli ottavi di Europa League. L'anno seguente, ottenuta la qualificazione in Champions League 2019-2020, conduce la squadra di Zagabria a una vittoria per 4 a 0 contro l'Atalanta alla prima partita del girone, girone poi concluso in ultima posizione dopo una estenuante lotta fino all'ultima partita. Nell’aprile 2020 viene esonerato dalla società croata.
Nel settembre 2020 torna all'Osijek, questa volta da allenatore; esordisce sulla panchina alla quarta giornata di campionato con una vittoria casalinga per 3-0 ai danni del Rijeka.
Il 29 agosto 2022 viene sollevato dalla panchina dei Bijelo-Plavi.
Il 18 aprile 2023 viene annunciato come nuovo tecnico del Trabzonspor, con cui sottoscrive un accordo fino al 30 giugno 2025, sostituendo il dimissionario Abdullah Avcı. Dopo aver chiuso il campionato 2022-2023 al sesto posto, viene esonerato il 12 ottobre 2023, dopo 8 giornate della successiva stagione in cui ha ottenuto 4 vittorie e subito 4 sconfitte.
Il 26 novembre 2023 assume la guida dell'Union Berlino, in crisi di risultati e collocata all'ultimo posto in Bundesliga. Il 6 maggio 2024 viene esonerato dal club.
Il 26 settembre 2024 assume la guida tecnica della Dinamo Zagabria, terza nella massima serie croata. Al debutto in campionato vince 5-1 il derby con la Lokomotiva Zagabria, mentre il debutto in Champions League arriva il 2 ottobre seguente pareggiando contro il Monaco (2-2). Il 29 dicembre seguente viene esonerato dal club capitolino.

## Statistiche

### Cronologia presenze e reti in nazionale
| Cronologia completa delle presenze e delle reti in nazionale ― Croazia | Cronologia completa delle presenze e delle reti in nazionale ― Croazia | Cronologia completa delle presenze e delle reti in nazionale ― Croazia | Cronologia completa delle presenze e delle reti in nazionale ― Croazia | Cronologia completa delle presenze e delle reti in nazionale ― Croazia | Cronologia completa delle presenze e delle reti in nazionale ― Croazia | Cronologia completa delle presenze e delle reti in nazionale ― Croazia | Cronologia completa delle presenze e delle reti in nazionale ― Croazia |
| Data                                                                   | Città                                                                  | In casa                                                                | Risultato                                                              | Ospiti                                                                 | Competizione                                                           | Reti                                                                   | Note                                                                   |
| ---------------------------------------------------------------------- | ---------------------------------------------------------------------- | ---------------------------------------------------------------------- | ---------------------------------------------------------------------- | ---------------------------------------------------------------------- | ---------------------------------------------------------------------- | ---------------------------------------------------------------------- | ---------------------------------------------------------------------- |
| 28-2-2001                                                              | Fiume                                                                  | Croazia                                                                | 1 – 0                                                                  | Austria                                                                | Amichevole                                                             | -                                                                      | 76’                                                                    |
| 24-3-2001                                                              | Osijek                                                                 | Croazia                                                                | 4 – 1                                                                  | Lettonia                                                               | Qual. Mondiali 2002                                                    | -                                                                      | 63’                                                                    |
| 25-4-2001                                                              | Varaždin                                                               | Croazia                                                                | 2 – 2                                                                  | Grecia                                                                 | Amichevole                                                             | -                                                                      | 61’                                                                    |
| 15-8-2001                                                              | Dublino                                                                | Irlanda                                                                | 2 – 2                                                                  | Croazia                                                                | Amichevole                                                             | -                                                                      | 81’                                                                    |
| 28-4-2004                                                              | Skopje                                                                 | Macedonia                                                              | 0 – 1                                                                  | Croazia                                                                | Amichevole                                                             | -                                                                      | 58’                                                                    |
| 29-5-2004                                                              | Fiume                                                                  | Croazia                                                                | 1 – 0                                                                  | Slovacchia                                                             | Amichevole                                                             | -                                                                      | 46’                                                                    |
| 5-6-2004                                                               | Copenaghen                                                             | Danimarca                                                              | 1 – 2                                                                  | Croazia                                                                | Amichevole                                                             | -                                                                      | 30’ 89’                                                                |
| 13-6-2004                                                              | Leiria                                                                 | Svizzera                                                               | 0 – 0                                                                  | Croazia                                                                | Euro 2004 - 1º turno                                                   | -                                                                      | 30’ 74’                                                                |
| 17-6-2004                                                              | Leiria                                                                 | Croazia                                                                | 2 – 2                                                                  | Francia                                                                | Euro 2004 - 1º turno                                                   | -                                                                      | 68’                                                                    |
| Totale                                                                 |                                                                        | Presenze                                                               | 9                                                                      |                                                                        | Reti                                                                   | 0                                                                      |                                                                        |

| Cronologia completa delle presenze e delle reti in nazionale ― Croazia under 21 | Cronologia completa delle presenze e delle reti in nazionale ― Croazia under 21 | Cronologia completa delle presenze e delle reti in nazionale ― Croazia under 21 | Cronologia completa delle presenze e delle reti in nazionale ― Croazia under 21 | Cronologia completa delle presenze e delle reti in nazionale ― Croazia under 21 | Cronologia completa delle presenze e delle reti in nazionale ― Croazia under 21 | Cronologia completa delle presenze e delle reti in nazionale ― Croazia under 21 | Cronologia completa delle presenze e delle reti in nazionale ― Croazia under 21 |
| Data                                                                            | Città                                                                           | In casa                                                                         | Risultato                                                                       | Ospiti                                                                          | Competizione                                                                    | Reti                                                                            | Note                                                                            |
| ------------------------------------------------------------------------------- | ------------------------------------------------------------------------------- | ------------------------------------------------------------------------------- | ------------------------------------------------------------------------------- | ------------------------------------------------------------------------------- | ------------------------------------------------------------------------------- | ------------------------------------------------------------------------------- | ------------------------------------------------------------------------------- |
| 17-3-1993                                                                       | Varaždin                                                                        | Croazia under 21                                                                | 1 – 1                                                                           | Slovenia under 21                                                               | Amichevole                                                                      | -                                                                               |                                                                                 |
| Totale                                                                          |                                                                                 | Presenze                                                                        | 1                                                                               |                                                                                 | Reti                                                                            | 0                                                                               |                                                                                 |

### Statistiche da allenatore
Statistiche aggiornate al 6 maggio 2024.
| Stagione               | Squadra                | Campionato             | Campionato | Campionato | Campionato | Campionato | Coppe nazionali | Coppe nazionali | Coppe nazionali | Coppe nazionali | Coppe nazionali | Coppe continentali | Coppe continentali | Coppe continentali | Coppe continentali | Coppe continentali | Altre coppe | Altre coppe | Altre coppe | Altre coppe | Altre coppe | Totale | Totale | Totale | Totale | % Vittorie | Piazzamento      |
| Stagione               | Squadra                | Comp                   | G          | V          | N          | P          | Comp            | G               | V               | N               | P               | Comp               | G                  | V                  | N                  | P                  | Comp        | G           | V           | N           | P           | G      | V      | N      | P      | %          | Piazzamento      |
| ---------------------- | ---------------------- | ---------------------- | ---------- | ---------- | ---------- | ---------- | --------------- | --------------- | --------------- | --------------- | --------------- | ------------------ | ------------------ | ------------------ | ------------------ | ------------------ | ----------- | ----------- | ----------- | ----------- | ----------- | ------ | ------ | ------ | ------ | ---------- | ---------------- |
| 2008-feb. 2009         | Austria Kärnten        | RL                     | 15         | 6          | 5          | 4          | CA              | 1               | 0               | 0               | 1               | -                  | -                  | -                  | -                  | -                  | -           | -           | -           | -           | -           | 16     | 6      | 5      | 5      | 37,50      | Eson.            |
| mar.-giu. 2009         | Lustenau 07            | EL                     | 11         | 5          | 4          | 2          | CA              | -               | -               | -               | -               | -                  | -                  | -                  | -                  | -                  | -           | -           | -           | -           | -           | 11     | 5      | 4      | 2      | 45,45      | Sub., 9º         |
| lug.-dic. 2009         | Lustenau 07            | EL                     | 18         | 5          | 4          | 9          | CA              | 2               | 2               | 0               | 0               | -                  | -                  | -                  | -                  | -                  | -           | -           | -           | -           | -           | 20     | 7      | 4      | 9      | 35,00      | Eson.            |
| Totale Lustenau 07     | Totale Lustenau 07     | Totale Lustenau 07     | 29         | 10         | 8          | 11         |                 | 2               | 2               | 0               | 0               |                    | -                  | -                  | -                  | -                  |             | -           | -           | -           | -           | 31     | 12     | 8      | 11     | 38,71      |                  |
| mag.-giu. 2010         | Wolfsberger            | RL                     | 6+2        | 4+1        | 0          | 2+1        | CA              | -               | -               | -               | -               | -                  | -                  | -                  | -                  | -                  | -           | -           | -           | -           | -           | 8      | 5      | 0      | 3      | 62,50      | Sub., 1º (prom.) |
| 2010-2011              | Wolfsberger            | EL                     | 36         | 15         | 7          | 14         | CA              | 2               | 0               | 1               | 1               | -                  | -                  | -                  | -                  | -                  | -           | -           | -           | -           | -           | 38     | 15     | 8      | 15     | 39,47      | 4º               |
| 2011-2012              | Wolfsberger            | EL                     | 36         | 19         | 11         | 6          | CA              | 2               | 1               | 0               | 1               | -                  | -                  | -                  | -                  | -                  | -           | -           | -           | -           | -           | 38     | 20     | 11     | 7      | 52,63      | 1º (prom.)       |
| 2012-2013              | Wolfsberger            | FB                     | 36         | 12         | 11         | 13         | CA              | 4               | 3               | 0               | 1               | -                  | -                  | -                  | -                  | -                  | -           | -           | -           | -           | -           | 40     | 15     | 11     | 14     | 37,50      | 5º               |
| Totale Wolfsberger     | Totale Wolfsberger     | Totale Wolfsberger     | 116        | 51         | 29         | 36         |                 | 8               | 4               | 1               | 3               |                    | -                  | -                  | -                  | -                  |             | -           | -           | -           | -           | 124    | 55     | 30     | 39     | 44,35      |                  |
| 2013-feb. 2014         | Austria Vienna         | FB                     | 23         | 8          | 7          | 8          | CA              | 2               | 1               | 0               | 1               | UCL                | 10                 | 3                  | 3                  | 4                  | -           | -           | -           | -           | -           | 35     | 12     | 10     | 13     | 34,29      | Eson.            |
| 2014-2015              | Spezia                 | B                      | 42+1       | 18         | 13         | 11+1       | CI              | 2               | 1               | 0               | 1               | -                  | -                  | -                  | -                  | -                  | -           | -           | -           | -           | -           | 45     | 19     | 13     | 13     | 42,22      | 5º               |
| lug.-nov. 2015         | Spezia                 | B                      | 14         | 4          | 5          | 5          | CI              | 2               | 1               | 1               | 0               | -                  | -                  | -                  | -                  | -                  | -           | -           | -           | -           | -           | 16     | 5      | 6      | 5      | 31,25      | Eson.            |
| Totale Spezia          | Totale Spezia          | Totale Spezia          | 57         | 22         | 18         | 17         |                 | 4               | 2               | 1               | 1               |                    | -                  | -                  | -                  | -                  |             | -           | -           | -           | -           | 61     | 24     | 19     | 18     | 39,34      |                  |
| ago. 2016-2017         | Lech Poznań            | E                      | 30         | 18         | 7          | 5          | CP              | 6               | 4               | 1               | 1               | -                  | -                  | -                  | -                  | -                  | -           | -           | -           | -           | -           | 36     | 22     | 8      | 6      | 61,11      | Sub., 3º         |
| 2017-lug. 2018         | Lech Poznań            | E                      | 35         | 15         | 12         | 8          | CP              | 1               | 0               | 0               | 1               | UEL                | 6                  | 3                  | 2                  | 1                  | -           | -           | -           | -           | -           | 42     | 18     | 14     | 10     | 42,86      | Eson.            |
| Totale Lech Poznan     | Totale Lech Poznan     | Totale Lech Poznan     | 65         | 33         | 19         | 13         |                 | 7               | 4               | 1               | 2               |                    | 6                  | 3                  | 2                  | 1                  |             | -           | -           | -           | -           | 78     | 40     | 22     | 16     | 51,28      |                  |
| mag.-giu. 2018         | Dinamo Zagabria        | HNL                    | 1          | 1          | 0          | 0          | HC              | 1               | 1               | 0               | 0               | UEL                | -                  | -                  | -                  | -                  | -           | -           | -           | -           | -           | 2      | 2      | 0      | 0      | 100,00&    | Sub., 1º         |
| 2018-2019              | Dinamo Zagabria        | HNL                    | 36         | 29         | 5          | 2          | HC              | 5               | 4               | 0               | 1               | UCL+UEL            | 6+10               | 3+6                | 2+2                | 1+2                | -           | -           | -           | -           | -           | 57     | 42     | 9      | 6      | 73,68      | 1º               |
| 2019-apr. 2020         | Dinamo Zagabria        | HNL                    | 26         | 21         | 2          | 3          | HC              | 3               | 2               | 0               | 1               | UCL                | 12                 | 5                  | 4                  | 3                  | SC          | 1           | 1           | 0           | 0           | 42     | 29     | 6      | 7      | 69,05      | Eson.            |
| set. 2020-2021         | Osijek                 | HNL                    | 33         | 23         | 8          | 2          | HC              | 2               | 1               | 0               | 1               | UEL                | 1                  | 0                  | 0                  | 1                  | -           | -           | -           | -           | -           | 36     | 24     | 8      | 4      | 66,67      | Sub., 2º         |
| 2021-2022              | Osijek                 | HNL                    | 36         | 19         | 12         | 5          | HC              | 4               | 2               | 1               | 1               | UECL               | 4                  | 1                  | 2                  | 1                  | -           | -           | -           | -           | -           | 44     | 22     | 15     | 7      | 50,00      | 3º               |
| lug.-ago. 2022         | Osijek                 | HNL                    | 7          | 2          | 2          | 3          | HC              | -               | -               | -               | -               | UECL               | 2                  | 1                  | 0                  | 1                  | -           | -           | -           | -           | -           | 9      | 3      | 2      | 4      | 33,33      | Eson.            |
| Totale Osijek          | Totale Osijek          | Totale Osijek          | 76         | 44         | 22         | 10         |                 | 6               | 3               | 1               | 2               |                    | 7                  | 2                  | 2                  | 3                  |             | -           | -           | -           | -           | 89     | 49     | 25     | 15     | 55,06      |                  |
| apr.-giu. 2023         | Trabzonspor            | SL                     | 8          | 4          | 0          | 4          | TK              | -               | -               | -               | -               | UCL+UEL+UECL       | -                  | -                  | -                  | -                  | ST          | -           | -           | -           | -           | 8      | 4      | 0      | 4      | 50,00      | Sub., 6º         |
| lug.-ott. 2023         | Trabzonspor            | SL                     | 8          | 4          | 0          | 4          | TK              | -               | -               | -               | -               | -                  | -                  | -                  | -                  | -                  | -           | -           | -           | -           | -           | 8      | 4      | 0      | 4      | 50,00      | Eson.            |
| Totale Trabzonspor     | Totale Trabzonspor     | Totale Trabzonspor     | 16         | 8          | 0          | 8          |                 | -               | -               | -               | -               |                    | -                  | -                  | -                  | -                  |             | -           | -           | -           | -           | 16     | 8      | 0      | 8      | 50,00      |                  |
| nov. 2023-mag. 2024    | Union Berlino          | BL                     | 20         | 6          | 5          | 9          | CG              | -               | -               | -               | -               | UCL                | 2                  | 0                  | 1                  | 1                  | -           | -           | -           | -           | -           | 22     | 6      | 6      | 10     | 27,27      | Sub., Eson.      |
| set.-dic. 2024         | Dinamo Zagabria        | HNL                    | 11         | 4          | 4          | 3          | HC              | -               | -               | -               | -               | UCL                | 5                  | 2                  | 2                  | 1                  | -           | -           | -           | -           | -           | 16     | 6      | 6      | 4      | 37,50      | Sub., Eson.      |
| Totale Dinamo Zagabria | Totale Dinamo Zagabria | Totale Dinamo Zagabria | 74         | 55         | 11         | 8          |                 | 9               | 7               | 0               | 2               |                    | 33                 | 16                 | 10                 | 7                  |             | 1           | 1           | 0           | 0           | 117    | 79     | 21     | 17     | 67,52      |                  |
| Totale carriera        | Totale carriera        | Totale carriera        | 491        | 243        | 124        | 124        |                 | 39              | 23              | 4               | 12              |                    | 58                 | 24                 | 18                 | 16                 |             | 1           | 1           | 0           | 0           | 589    | 291    | 146    | 152    | 49,41      |                  |

## Palmarès

### Giocatore

#### Individuale
- Calciatore croato dell'anno: 1

2000

### Allenatore

#### Club
- Campionato di Erste Liga: 1

WAC/St. Andrä: 2011-2012
- Fußball-Regionalliga: 1

WAC/St. Andrä: 2009-2010
- Campionato croato: 2

Dinamo Zagabria: 2017-2018, 2018-2019
- Coppa di Croazia: 1

Dinamo Zagabria: 2017-2018
- Supercoppa di Croazia: 1

Dinamo Zagabria: 2019